# Bulnesia schickendantzii
Bulnesia schickendantzii là một loài thực vật có hoa trong họ Zygophyllaceae. Loài này được Hieron. miêu tả khoa học đầu tiên năm 1879.